# Hopferstadt

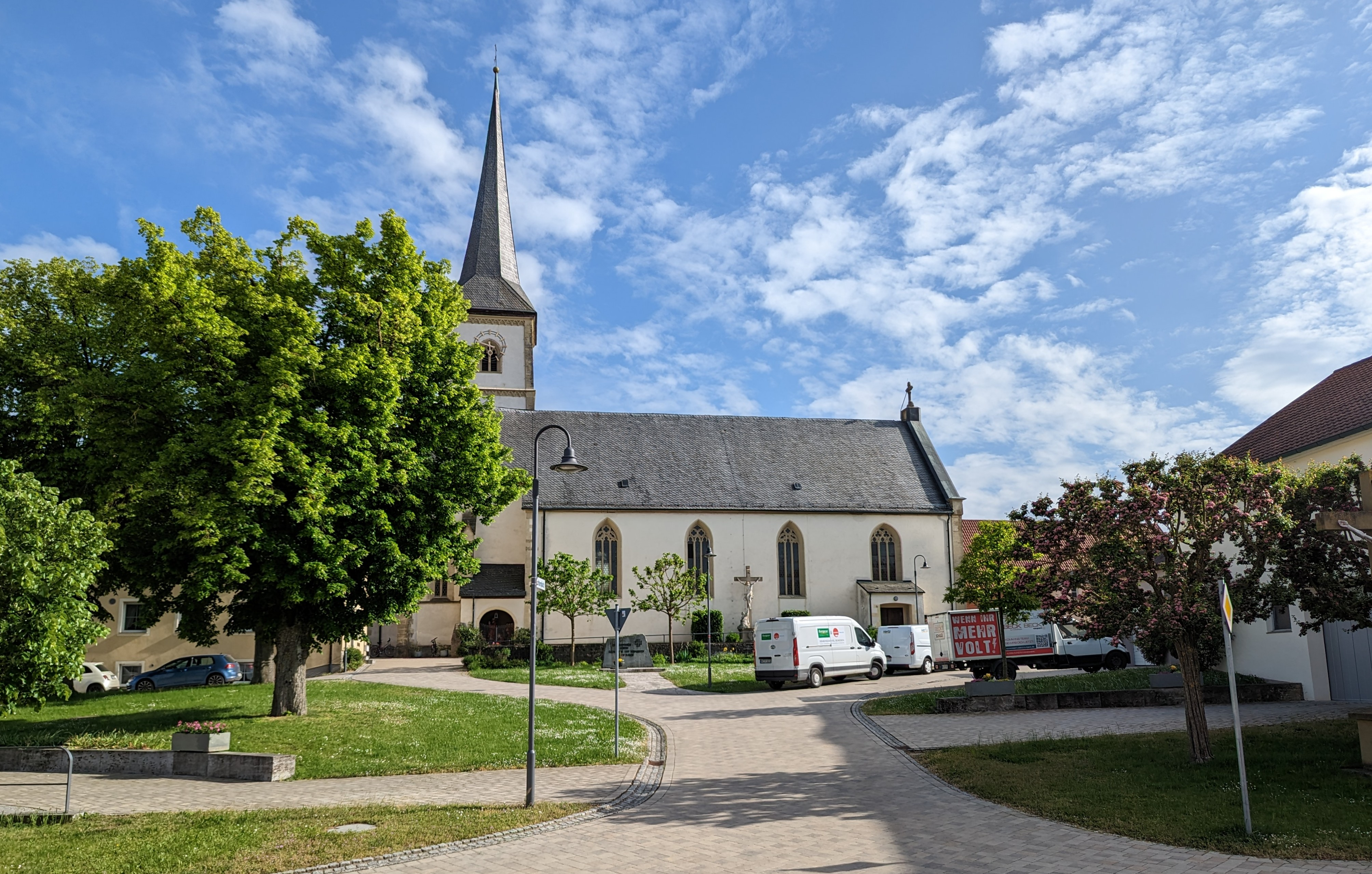
Pfarrkirche St. Peter und Paul

Hopferstadt ist ein Gemeindeteil der Stadt Ochsenfurt im Landkreis Würzburg (Unterfranken, Bayern). Die Gemarkung Hopferstadt hat eine Fläche von 14,913 km². Sie ist in 996 Flurstücke aufgeteilt, die eine durchschnittliche Fläche von 14972,84 m² haben.

## Geographie
Das Pfarrdorf liegt in der Ochsenfurter Gau. Die gesamte Gemarkung besteht aus Acker- und Grünflächen. Der Thierbach entspringt dort und fließt südöstlich am Ort vorbei. Die Staatsstraße St 2269 führt zur Bundesstraße 13 bei Ochsenfurt (5 km nördlich) bzw. nach Oellingen (3,4 km südlich). Die Kreisstraße WÜ 50 führt nach Rittershausen (3,3 km westlich). Eine Gemeindeverbindungsstraße führt nach Geißlingen zur Kreisstraße NEA 47 (3,3 km östlich).

## Geschichte
Hopferstadt hat einen historisch gewachsenen ovalen Dorfgrundriss und ist geprägt von den typisch fränkischen giebelständigen Häusern und Scheunen. Die Landwirtschaft spielt mit fast 50 Betrieben bis heute immer noch eine bedeutende Rolle. Besonders sehenswert ist die denkmalgeschützte St. Peter-und-Paul-Kirche.
Mit dem Gemeindeedikt (frühes 19. Jahrhundert) entstand die Ruralgemeinde Hopferstadt. Im Zuge der Gebietsreform in Bayern wurde diese am 1. Mai 1978 als letzte Gemeinde nach Ochsenfurt eingemeindet.
In der Nähe des Ortes befindet sich eine Kreisgrabenanlage.

### Einwohnerentwicklung
- 1791: 532 Einwohner
- 1910: 675 Einwohner[7]
- 1933: 649 Einwohner[7]
- 1939: 639 Einwohner[7]
- 1961: 631 Einwohner[6]
- 1970: 590 Einwohner[6]
- 1987: 589 Einwohner[8]
- 2010: 672 Einwohner

### Baudenkmäler
- Angerstraße 6: Hausmadonna 19. Jh.
- Vor Angerstraße 6: Brunnen mit neugotischem Gusseisenpfeiler, Mitte 19. Jh.
- Auber Straße: mit Dreifaltigkeitsrelief, 1777; an der Straße nach Ochsenfurt, ca. 300 m außerhalb.
- Auber Straße: Madonna, um 1900; an der Straße nach Ochsenfurt, ca. 900 m außerhalb.
- Auber Straße: mit Reliefs Hl. Familie und Pietà, Mitte 19. Jh.; an der Straße nach Ochsenfurt, ca. 80 m außerhalb.
- Auber Straße: Reliefs Kreuzigung und Heilige, Anfang 15. Jh.; an der Straße nach Aub.
- Dorfstraße: 2 Sandsteinfiguren hl. Nepomuk und hl. Aquilin, 1734; beim Ortseingang.
- Dorfstraße 7: Ausleger, frühes 19. Jh.; Hausmadonna, spätes 18. Jh.
- Dorfstraße 15: Nepomukfigur, bez. 1794.
- Dorfstraße 18: Hausmadonna, 18. Jh.
- Dorfstraße 23: Ehem. Gasthaus „Zum Reichsadler“, zweigeschossig mit Krüppelwalm, um 1800.
- Dorfstraße 24: Wohnhaus mit Satteldach und zurückspringendem Obergeschoss, verputztes Fachwerk, am Südgiebel gefärbtes Stuckrelief, Marienkrönung, 18. Jh.
- Dorfstraße 32: Mariendenkmal, 2. Drittel 19. Jh.
- Dorfstraße 38: Hausmadonna, 18. Jh.
- Duttenhöferstraße 1: Ehem. Pfarrhaus, heute Rathaus, 1. Hälfte 18. Jh.; dabei Kreuzschlepper, 1788.
- Echterplatz: Bildstock, altarartig, Hl. Familie, Hl. Blut, 1725.
- Echterplatz 4: flachgedecktes Langhaus mit spätgotischem, gewölbtem Chor, 1. Hälfte 16. Jh., Langhaus 1861/64 vergrößert, Turm an der Chorsüdseite, 1522; mit Ausstattung; Ölbergkapelle mit Figuren, um 1500.
- Gülchsheimer Weg: Relief Hl. Familie, um 1700, erneuert; am Ortsausgang Richtung Geißlingen.
- Kath. Kapelle St. Leonhard. 19. Jh.; mit Ausstattung.
- Ochsenfurter Weg: mit Hochrelief Kreuzigung, 17. Jh.; vor dem Friedhof.
- Opferstätte außerhalb des Orts; Grabmäler, 20. Jh.; Kriegerdenkmal 1914/18; Steinkruzifixus, um 1920; Portal, 1822.
- Opferstätte mit Marienrelief, 1750; am Feldweg ca. 300 m nördlich des Friedhofs.
- Tückelhausener Höhe. Relief Marienkrönung, 17. Jh., erneuert; an der Straße nach Ochsenfurt, ca. 2 km außerhalb.
- Vor Schulstraße 4: Mariensäule, 1726.
- Bildstock. mit Relief Marienkrönung, 18. Jh.; ca. 1300 m außerhalb, an der Straße nach Ochsenfurt.
- Bildstock mit Marienrelief, 1918; an Feldweg ca. 1000 m nördlich des Friedhofs.
- Bildstock mit Kreuzigungsrelief, 1824; im Feld ca. 3 km außerhalb, bei der Straße nach Ochsenfurt.
- Bildstock mit Relief Hl. Familie, 17. Jh.; im Feld, ca. 2 km außerhalb, bei der Straße nach Ochsenfurt.
- Bildstock mit Pietàrelief, 19. Jh.; an Feldweg ca. 500 m nördlich des Friedhofs.
- Bildstockfragment mit Relief Hl. Michael, 18. Jh.

## Persönlichkeiten
- Johann Michael Pfeuffer (1742–1805), Bildhauer und Bildstockmeister, Pfeuffer wirkte ab 1772 mit einer eigenen Werkstatt in Hopferstadt und starb auch im Ort
- Johann Eck (1832–1920), Bürgermeister und Mitglied des Deutschen Reichstages